# Bad Sobernheim
Bad Sobernheim – miasto uzdrowiskowe w Niemczech, w kraju związkowym Nadrenia-Palatynat, w powiecie Bad Kreuznach, siedziba administracyjna gminy związkowej Nahe-Glan. Do 31 grudnia 2019 siedziba administracyjna gminy związkowej Bad Sobernheim. W 2009 liczyło 6481 mieszkańców.

## Współpraca
- Edelény, Węgry
- Louvres, Francja